# Calvert Bennett
Calvert Bennett (* 27. Juli 1986 in Basseterre) ist ein ehemaliger Fußballtorhüter von St. Kitts und Nevis.

## Karriere

### Klub
Er spielte von der Saison 2007/08 bis zur Saison 2018/19 beim St. Paul’s United FC.

### Nationalmannschaft
Er hatte seinen ersten und einzigen Einsatz für die Nationalmannschaft am 16. Dezember 2007, bei einem 4:2-Freundschaftsspielsieg gegen Bermuda.